# Window Maker
Window Maker es un gestor de ventanas minimalista escrito por Alfredo Kojima. Trata de emular la interfaz NeXT y es el gestor oficial del proyecto GNUstep. Funciona en la mayoría de los servidores X, tales como XFree86 o X.Org.

## Historia
Window Maker fue creado y programado principalmente por Alfredo Kojima, un programador brasileño, para el entorno de escritorio GNUstep. Originalmente fue conocido como una versión mejorada del gestor de ventanas AfterStep.

## Menú
La herramienta de configuración permite editar el menú de aplicaciones gráficamente, de una manera muy versátil, que consiste en guardar las configuraciones en el archivo de texto ~/GNUstep/Defaults/WMRootMenu, el cual puede ser fácilmente leído y editado (o automáticamente generado si se tiene una lista de las aplicaciones instaladas en otro lugar).
Los ítems del menú se pueden establecer para:
- Ejecutar un programa o aplicación
- Ejecutar un comando interno, como cerrar el gestor de ventanas
- Mostrar una lista con el contenido de una carpeta o directorio en un submenú
- Mostrar una lista de las ventanas abiertas
- Mostrar una lista de los espacios o áreas de trabajo disponibles

Algunas distribuciones GNU/Linux establecen su propio menú de aplicaciones para Window Maker, aunque comúnmente estos no pueden ser editados usando la herramienta de configuración (la cual, sin embargo, ofrece la posibilidad de reemplazar un menú desconocido por el menú predeterminado, el cual se puede editar normalmente).

## Nombre
El nombre original del programa era WindowMaker (sin el espacio), hasta que se presentó un conflicto con el nombre del antiguo producto Windowmaker, perteneciente a la empresa Windowmaker Software Ltd, productora de software para ventanas y puertas. Un acuerdo entre los desarrolladores de Window Maker y Windowmaker Software en 1998 especificó que "Window Maker" (en el sentido de X Window) no se debería utilizar nunca como una sola palabra.